# Капити
Капити (англ. Kapiti) — небольшой остров в 8 км от западного побережья Северного острова Новой Зеландии. Административно входит в состав региона Веллингтон. Среди маори остров также известен под названием «Моту-Ронгонуи» (англ. Motu rongonui; в переводе с языка маори «известный остров»).

## География

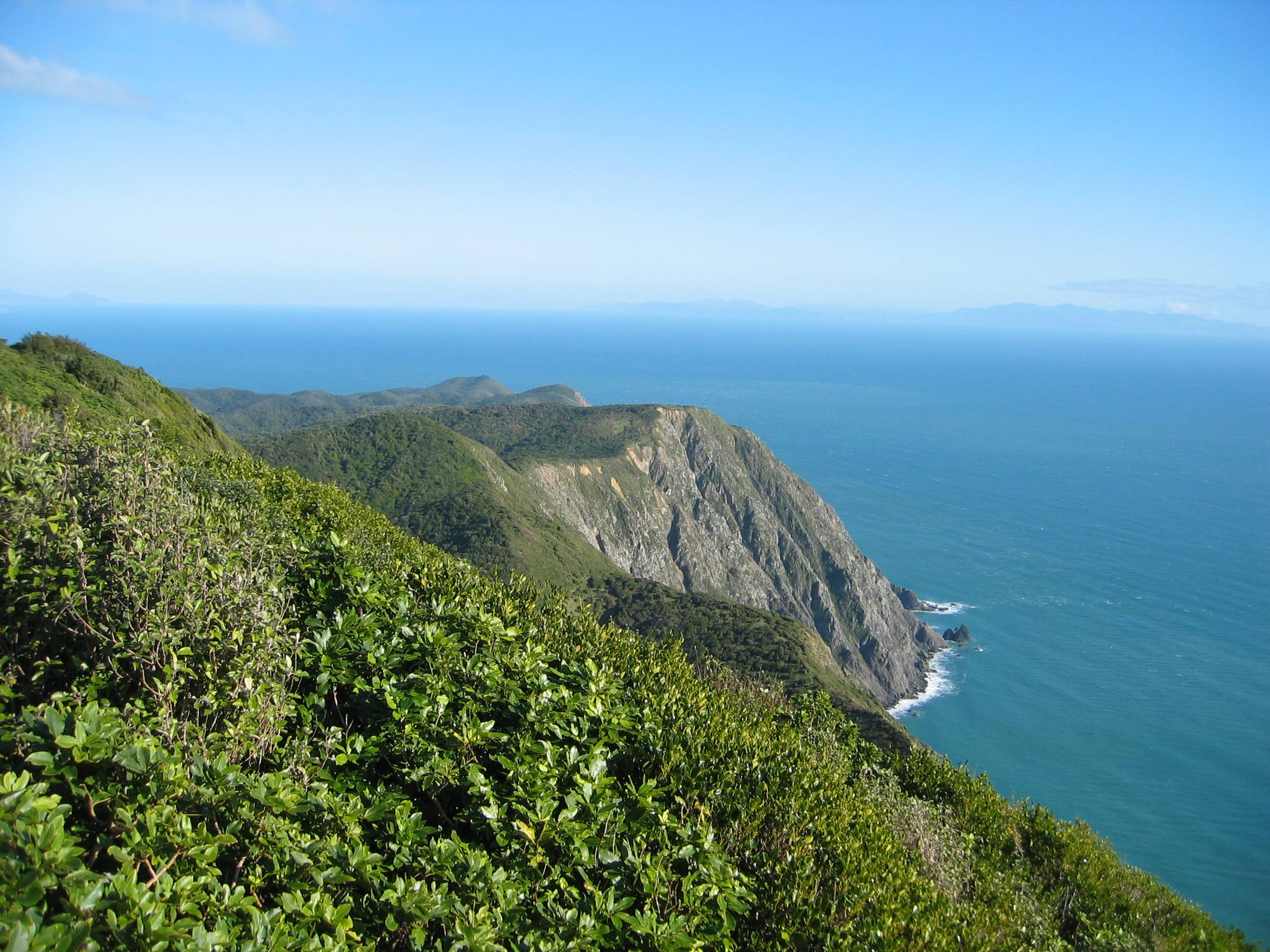
Вид на остров.

Капити представляет собой относительно небольшой остров в Тасмановом море. Площадь — 19,65 км², длина с северо-востока на юго-запад составляет 10 км, ширина — 2 км. Отделён от Северного острова проливом Рауотеранги. Высшая точка, гора Тутеремоана, достигает 521 м. С точки зрения геологии, Капити представляет собой верхушку погружённого под воду горного хребта, сформировавшегося в результате землетрясений около 200 млн лет назад.
Западная сторона Капити, обращённая к морю, скалистая с высокими обрывами, достигающими высоты в несколько сотен метров. Скалы в этом районе подвержены сильному влиянию со стороны западных ветров, поэтому растительность на западной стороне представлена преимущественно низкорослыми кустарниками. Среди деревьев, встречающихся на острове, выделяются тава, кохекохе и канука.
В настоящее время Капити является частью одноимённого заповедника, поэтому большая часть острова находится в собственности государства. На нём проживает большое разнообразие птиц, в том числе такахе, кокако, новозеландский медонос-хихи, бурый чирок, седлистая гуйя, ошейниковая серая веерохвостка, кукушечья иглоногая сова. В период с 1890 по 1910 года на острове было выпущено несколько особей северного и малого киви, которые и в настоящее время широко распространены на Капити.

## История
Традиционными жителями острова являются представители народа маори, которые заселили Капити в XI веке, сразу после его открытия путешественниками Тои и Фатонга. В ранние годы местные жители, для того чтобы обогнуть остров, предпочитали не идти через густые заросли растений, а огибать его на каноэ. Капити играл важную роль в жизни маори, так как служил базой для рыболовства и охоты на местных птиц, прежде всего киви, туи и кекеру.
Европейским первооткрывателем острова стал британский путешественник Джеймс Кук, который в 1770 году дал ему название «остров Энтри» (англ. Entry Island).
В 1823 году Капити был захвачен воинами племени нгати-тоа, которых возглавлял вождь Те Раупараха. В последующие годы остров служил для них важной стратегической базой, из которой осуществлялись походы на окрестности и Южный остров, в том числе, совершались плавания до реки Уонгануи и современного региона Марлборо. Кроме того, на Капити располагалась удобная гавань, из которой осуществлялась торговля льняным волокном, которое с появлением в Новой Зеландии европейцев обменивали на мушкеты.
В 1839 году на Капити появились первые европейские китобои, которые занимались китобойным промыслом вплоть до 1847 года, когда он был прекращён из-за экономической нецелесообразности. В годы расцвета на острове и близлежащих островках действовало до семи китобойных баз. В 1840-е годы остров использовался под сельскохозяйственные нужды: сюда были завезены овцы, свиньи, олени, кошки и собаки. Однако уже к 1860-м годам стало ясно, что развитие на Капити сельского хозяйства невыгодно из-за нехватки пахотных земель и высокой стоимости транспортировки скота, поэтому к тому времени на острове осталось всего две фермерские семьи.
В 1870 году новозеландские натуралисты увидели в острове потенциальное место для открытия птичьего заповедника, и уже в 1897 году Капити был зарезервирован под эти цели. Тем не менее под управление Департамента окружающей среды Новой Зеландии остров перешёл только в 1987 году.